# إسحاق بائير
إسحاق بائير (بالعبرية: יצחק בער) (20 ديسمبر 1888 – 22 يناير 1980) مؤرخ إسرائيلي ألماني، وخبير في تاريخ اليهود في أسبانيا في القرون الوسطى.
حصل على جائزة إسرائيل في  الدراسات اليهودية في عام 1958.

## حياته
ولد في هالبرشتات في ساكسونيا في بروسيا (ألمانيا حاليا) في عام 1888. درس الفلسفة والتاريخ وفقه اللغة الكلاسيكي في جامعة شتراسبورغ وجامعة فرايبورغ.
وهاجر إلى فلسطين تحت الانتداب البريطاني  عام 1930، وبدأ إلقاء المحاضرات في التاريخ اليهودي في القرون الوسطى في الجامعة العبرية في القدس. وعين أستاذاً لتاريخ القرون الوسطى في الجامعة من عام 1932 إلى 1954.

## جوائز
- حصل على جائزة إسرائيل في  الدراسات اليهودية في عام 1958.[5]

- حصل على جائزة بياليك في الفكر اليهودي في عام 1945.[6]

- حصل على لقب «مواطن القدس الجدير» (ياكير يروشالايم) في عام 1968.[7]